# Campo Santa Maria Formosa
Le Campo Santa Maria Formosa est une place de Venise, située dans le sestiere de Castello. C'est l'un des plus grands campi de la ville ; de cette place partent neuf rues et onze ponts.
Le nom de cette place découle de celui de l'église Santa Maria Formosa.

## Description
La zone du campo est bordée par trois canaux (celui de Santa Maria Formosa, celui de "Pestrin", celui del Mondo Novo); parmi les bâtiments remarquables :
- Palazzo Priuli Ruzzini
- Le Palazzo Morosini del Pestrin (face au rio del Pestrin)
- Palazzi Donà
- Casa Venier
- Palazzo Vitturi
- Palazzo Malipiero Trevisan
- Palazzo Querini Stampalia (vers Campiello Querini)

Le bâtiment le plus important est le grand édifice sacré dédié à Santa Maria Formosa, situé dans la partie sud-est.
Dans le Campo Santa Maria Formosa, de forme irrégulière, on trouve également deux puits.

## Images

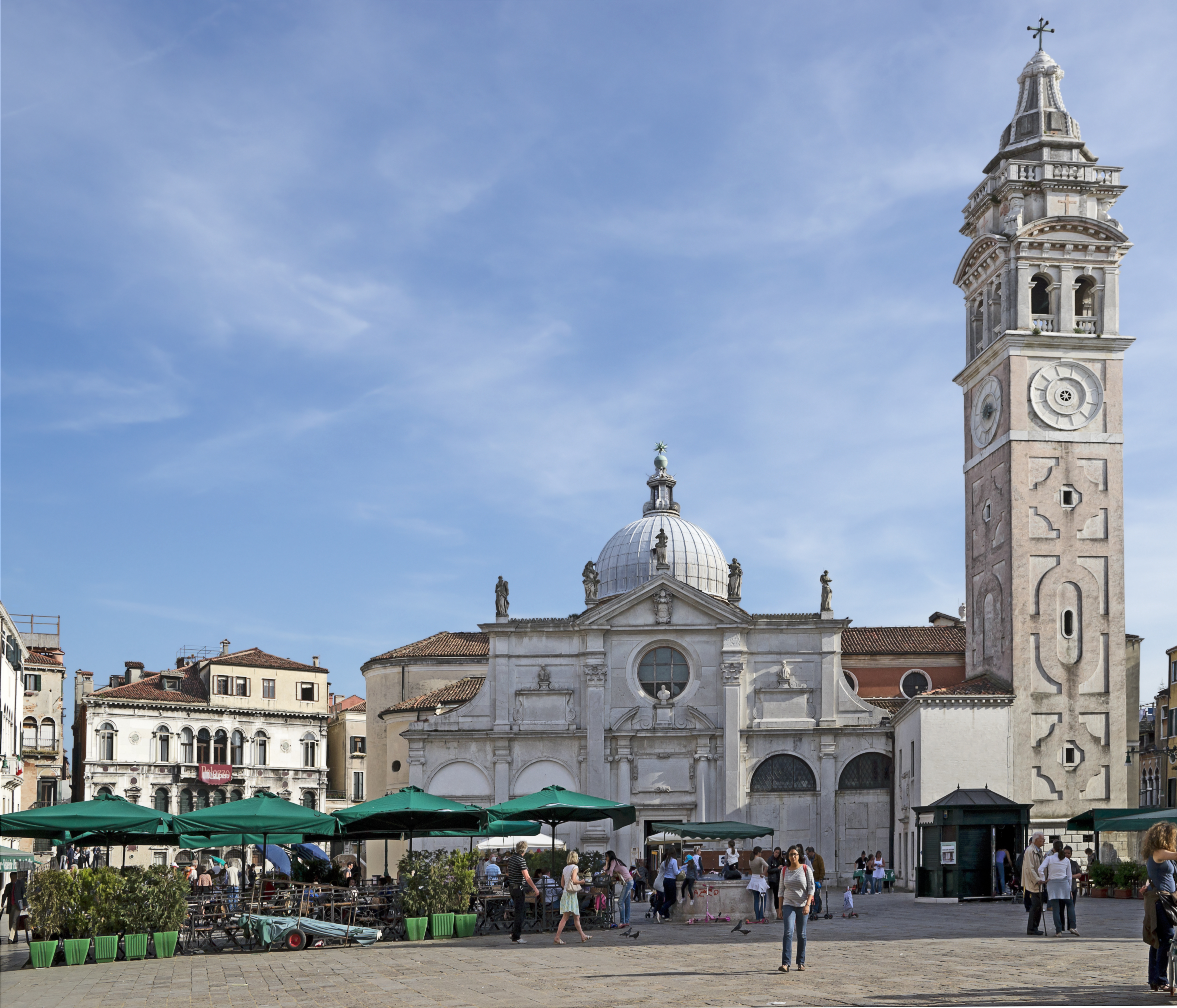
La façade nord de l'église
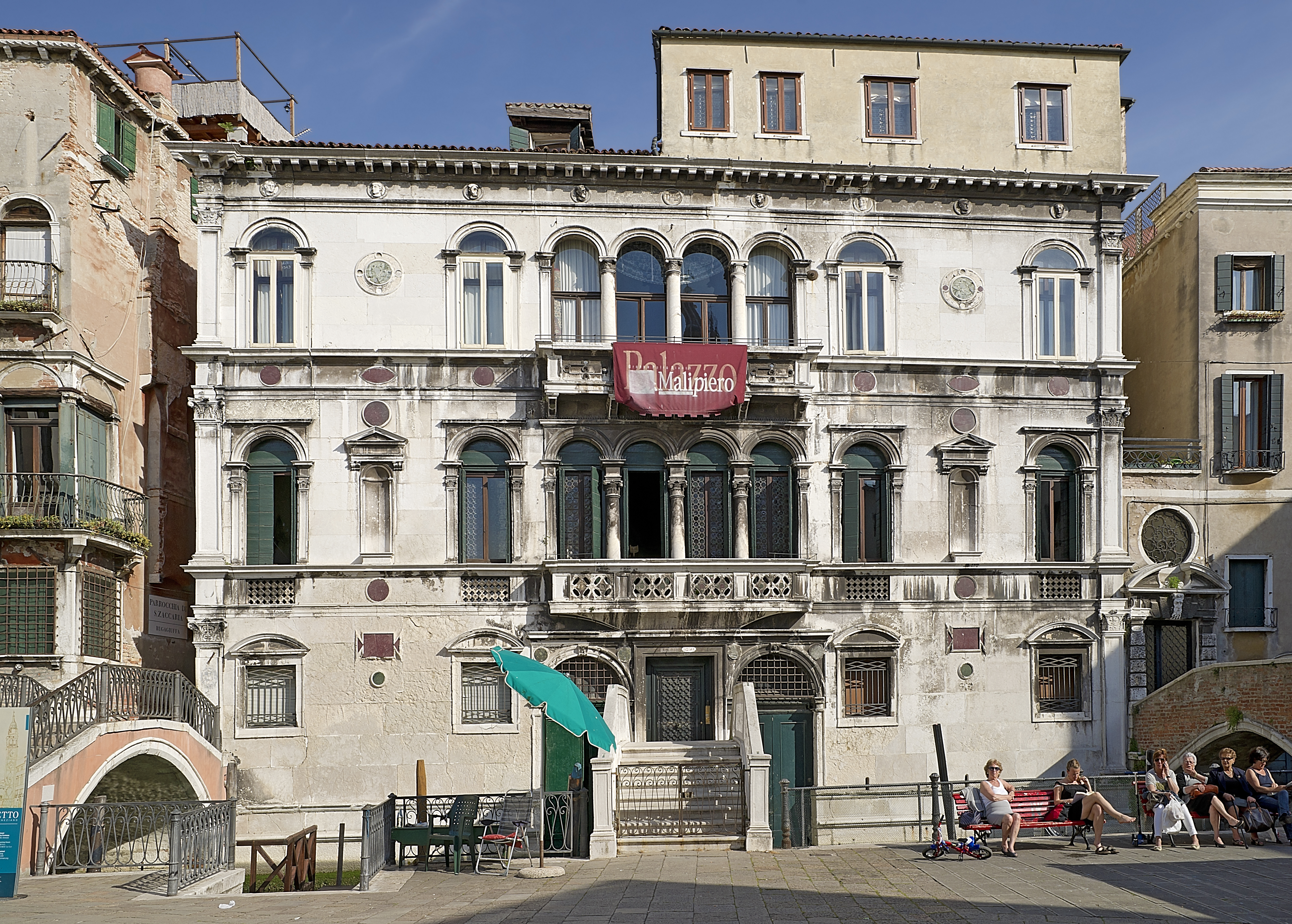
Palazzo Malipiero Trevisan
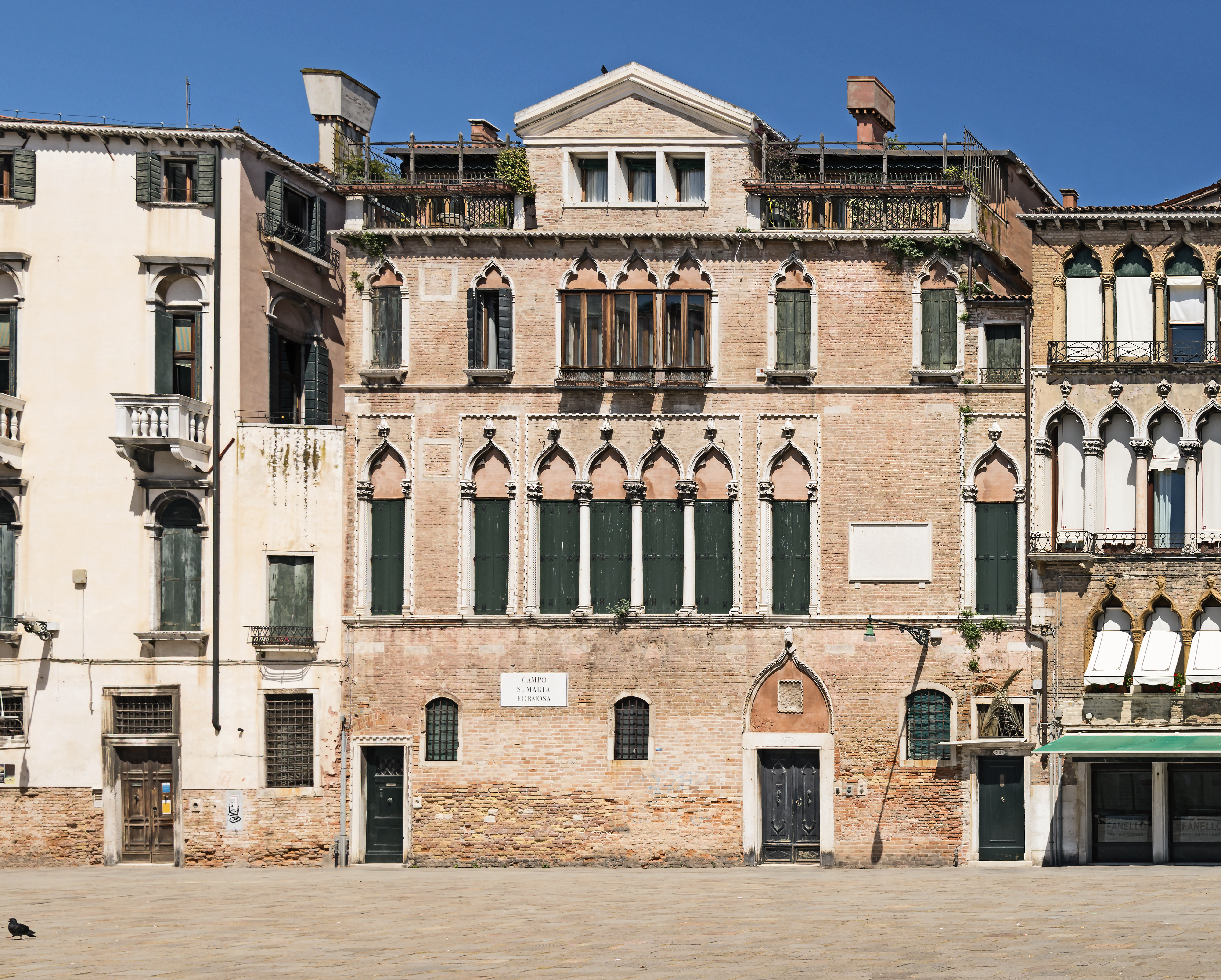
Palazzi Donà - Palazzo Central
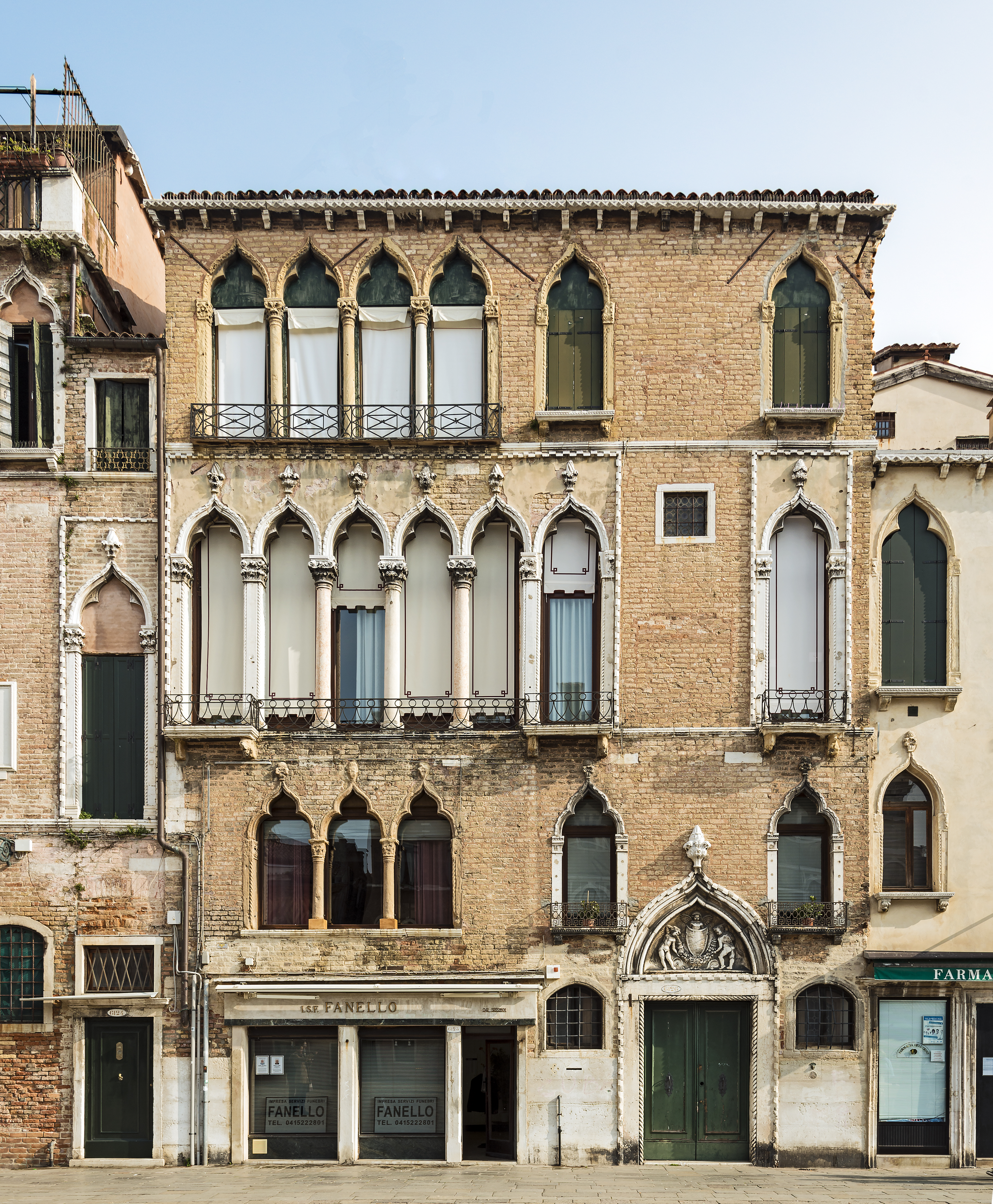
Détail de la façade du Palais Donà
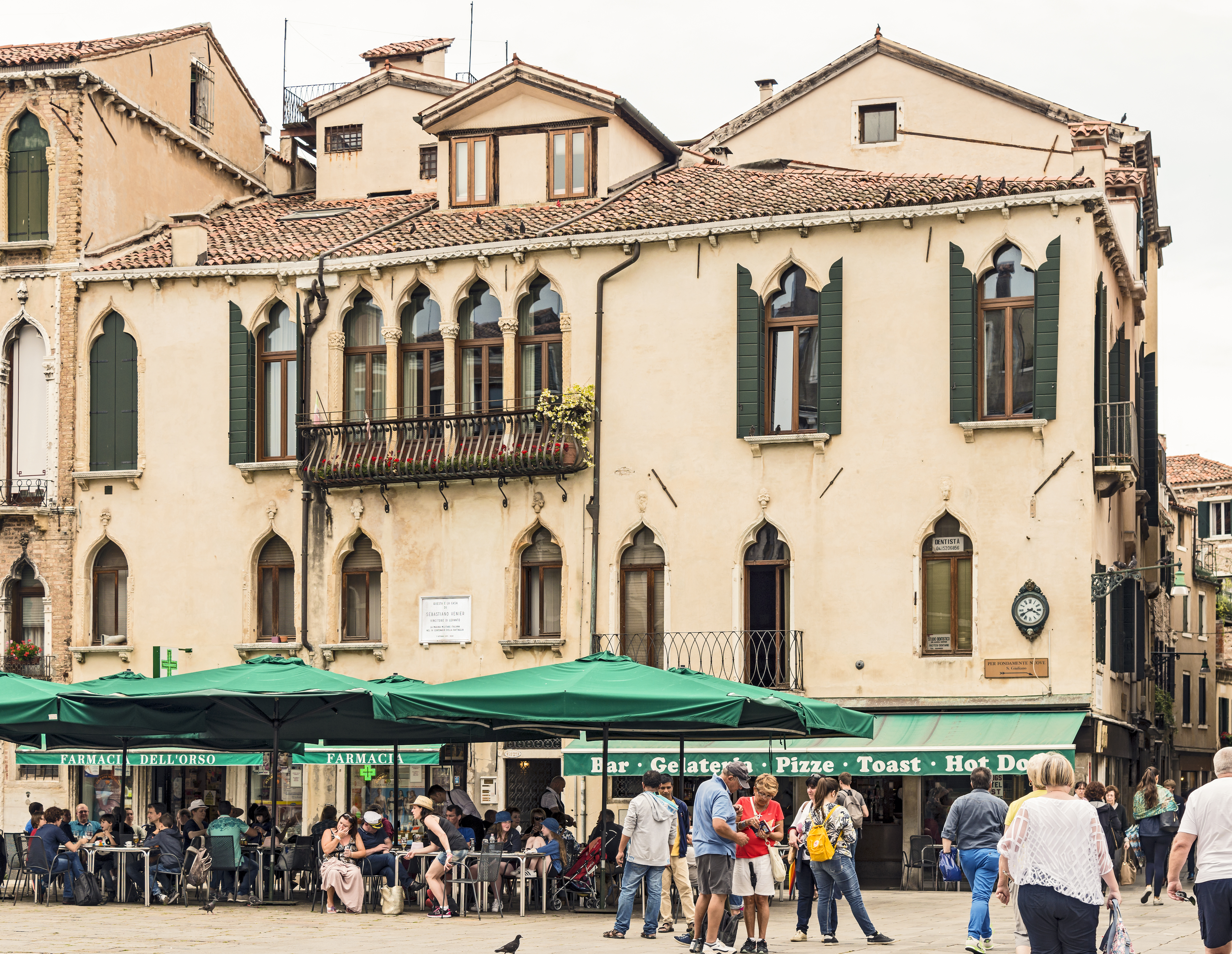
La maison de Sebastiano Venier